# Munai
Munai is een gemeente in de Filipijnse provincie Lanao del Norte in het noorden van het eiland Mindanao. Bij de laatste census in 2007 had de gemeente bijna 21 duizend inwoners.

## Geografie

### Bestuurlijke indeling
Munai is onderverdeeld in de volgende 26 barangays:
| - Bacayawan - Balabacun - Balintad - Dalama - Kadayonan - Lindongan - Lingco-an - Lininding - Lumba-Bayabao - Madaya - Maganding - Matampay - North Cadulawan | - Old Poblacion - Panggao - Pantao - Pantao-A-Munai - Pantaon - Pindolonan - Punong - Ramain - Sandigamunai - Tagoranao - Tambo - Tamparan - Taporog |

## Demografie
Munai had bij de census van 2007 een inwoneraantal van 20.594 mensen. Dit zijn 4.622 mensen (28,9%) meer dan bij de vorige census van 2000. De gemiddelde jaarlijkse groei komt daarmee uit op 3,57%, hetgeen hoger is dan het landelijk jaarlijks gemiddelde over deze periode (2,04%). Vergeleken met de census van 1995 is het aantal mensen met 6.701 (48,2%) toegenomen.

De bevolkingsdichtheid van Munai was ten tijde van de laatste census, met 20.594 inwoners op 197,5 km², 104,3 mensen per km².